# Soulfly (album)

## Numre
Soulfly er debutalbummet fra metalbandet af samme navn.

## Track listing
All musik komponeret af Max Cavalera except where stated.
| 1.            | "Eye for an Eye" (featuring Dino Cazares and Burton C. Bell)  |                          | 3:35    |
| 2.            | "No Hope = No Fear"                                           |                          | 4:36    |
| 3.            | "Bleed" (featuring Fred Durst and DJ Lethal)                  | Cavalera & Durst         | 4:07    |
| 4.            | "Tribe"                                                       |                          | 6:03    |
| 5.            | "Bumba" (featuring Los Hooligans)                             |                          | 3:59    |
| 6.            | "First Commandment" (featuring Chino Moreno)                  |                          | 4:29    |
| 7.            | "Bumbklaatt"                                                  |                          | 3:52    |
| 8.            | "Soulfly"                                                     |                          | 4:49    |
| 9.            | "Umbabarauma" (Jorge Ben Jor cover) (featuring Los Hooligans) | Cavalera & Ben Jor       | 4:11    |
| 10.           | "Quilombo" (featuring Benji Webbe and DJ Lethal)              |                          | 3:44    |
| 11.           | "Fire"                                                        |                          | 4:21    |
| 12.           | "The Song Remains Insane" (featuring D-Low and Chico Science) | Cavalera, D-low & R.D.P. | 3:40    |
| 13.           | "No" (featuring Christian Olde Wolbers)                       |                          | 4:00    |
| 14.           | "Prejudice" (featuring Benji Webbe)                           | Cavalera & Webbe         | 6:53    |
| 15.           | "Karmageddon"                                                 |                          | 5:44    |
| Total længde: | Total længde:                                                 | Total længde:            | 1:07:54 |

Karegori:Thrash metal-album